# Emanuel Reinelt
Emanuel Reinelt (27. září 1845 Chuderov – 15. února 1921 Liberec) byl rakouský pedagog a politik německé národnosti z Čech; poslanec Českého zemského sněmu.

## Biografie
Od roku 1863 působil coby učitel na chlapecké hlavní škole v Liberci. Od roku 1873 vyučoval na městské škole v Broumově, od roku 1874 v Děčíně. Dne 1. prosince 1874 se stal ředitelem měšťanských škol v Liberci a vedoucím obecné školy dívčí a chlapecké. Roku 1908 odešel na penzi. Byl starostou spolku učitelů v Liberci. V období let 1887–1890 zasedal v obecním zastupitelstvu.
V 80. letech se zapojil i do vysoké politiky. V doplňovacích volbách v září 1887 byl zvolen na Český zemský sněm, kde zastupoval kurii městskou, obvod Liberec. Byl oficiálním kandidátem německého volebního výboru (tzv. Ústavní strana, liberálně a centralisticky orientovaná, odmítající federalistické aspirace neněmeckých etnik).